# Батукуе (футбольний клуб)
Батукуе Футебол Клубе або просто ФК Батукуе (порт. Batuque Futebol Clube) — професіональний кабовердійський футбольний клуб з міста Мінделу, на острові Сан-Вісенті.

## Історія клубу
Заснований на 5 травня 1981 року в місті Мінделу на острові Сан-Вісенті в Кабо-Верде.
У 1981 році в залах Лудгеру Лішеу Ліми у групи молодих мрійників на чолі з Жоао Жозе Кардошу да Сілва, більш відомим як Жота, народилася смілива ідея про створення клубу для розвитку спорту, культури та відпочинку, не спираючись на зовнішню допомогу, з метою пропаганди здорового способу життя та відпочинку, з особливою увагою до розвитку футболу, було створено Футбольний Клуб Батукуе. Клуб названий так на честь танцювального та музичного жанру. Багато вихованців цього клубу грали потім в європейських командах, в першу чергу в португальських.
З 1990 року розпочалося будівництво нової бази для клубу.
Батукуе посів друге місце в сезоні 2002 року і поступився клубу Спортінг (Прая) лише за кількістю забитих м'ячів у ворота суперників. Обидва клуби набрали по 19 очок, що є найкращим показником в національних чемпіонатах, жоден інший клуб не зміг досягти або перевищити це досягнення до цих пір.
Після того, як стадіон було реконструйовано та добудовано поле зі штучним покриттям, стадіон прийняв Суперкубок Сан-Вісенті 2014 року, переможець кубка обіграв Дербі 13 січня 2015 року, цей матч був першим на стадіоні після його реконструкції, «Батукуе» виграв свій четвертий і останній на сьогодні титул володару Суперкубку острова.
Станом на сезон 2014-15 років команда виграла чотири чемпіонати острова, кваліфікувалася для участі в національному Чемпіонаті, їх перше чемпіонство було здобуте 2002 року, а останнє на сьогодні — в 2012 році, команда також виграла чотири інших трофея, три суперкубки острова і один відкритий чемпіонат. Найкращим досягненням у національному чемпіонаті була участь у півфіналі в 2012 році.
Клуб уклав угоди з провідними футбольними клубами Португалії, Швейцарії, Нідерландів, Іспанії, Франції та Італії. Так, було підписано угоди з Боавіштою та Порту з Португалії, ПСВ з Нідерландів, Грассгоппером зі Швейцарії, Лансом з Франції, Тенерифе з Іспанії

## Досягнення
- Чемпіонат острова Сан-Вісенті: 4 перемоги[6]

2001–02, 2002–03, 2009–10, 2011–12
- Кубок острова Сан-Вісенті: 4 перемоги[6]

2000–01, 2005–06, 2009/10, 2013/14
- Суперкубок острова Сан-Вісенті: 3 перемоги

2009–10, 2011/12, 2013/14
- Відкритий Чемпіонат острова Сан-Вісенті: 1 перемога

2006/07

## Історія виступів у чемпіонатах та кубках

### Національний чемпіонат
| Сезон                         | Див.                          | Міс.                          | Іг. | В  | Н | П | ЗМ | ПМ | РМ  | О  | Кубок        | Примітки           | Плей-оф            |
| ----------------------------- | ----------------------------- | ----------------------------- | --- | -- | - | - | -- | -- | --- | -- | ------------ | ------------------ | ------------------ |
| 2002                          | 1                             | 2                             | 8   | 6  | 1 | 1 | 18 | 5  | +13 | 19 |              |                    |                    |
| 2003                          | 1B                            | 3                             | 5   | 3  | 1 | 1 | 7  | 4  | +3  | 10 | Не пробилися | Не приймали участі |                    |
| 2010                          | 1A                            | 1                             | 5   | 2  | 3 | 0 | 9  | 3  | +6  | 9  |              |                    | Півфіналіст        |
| 2012                          | 1A                            | 4                             | 5   | 2  | 2 | 1 | 6  | 3  | +3  | 8  |              | Не пробилися       | Не приймали участі |
| Всього:                       | Всього:                       | Всього:                       | 23  | 13 | 7 | 3 | 40 | 15 | +25 | 46 |              |                    |                    |
| Всього з урахуванням плей-оф: | Всього з урахуванням плей-оф: | Всього з урахуванням плей-оф: | 25  | 13 | 8 | 4 | 42 | 17 | +27 |    |              |                    |                    |

### Острівний чемпіонат
| Сезон   | Див. | Міс. | Іг. | В | Н | П | ЗМ | ПМ | РМ  | О  | Кубок      | Суперкубок | Примітки                          |
| ------- | ---- | ---- | --- | - | - | - | -- | -- | --- | -- | ---------- | ---------- | --------------------------------- |
| 2002-03 | 2    | 1    | -   | - | - | - | -  | -  | -   | -  |            |            | Вихід до національного Чемпіонату |
| 2009-10 | 2    | 1    | -   | - | - | - | -  | -  | -   | -  | Переможець | Переможець | Вихід до національного Чемпіонату |
| 2011-12 | 2    | 1    | -   | - | - | - | -  | -  | -   | -  |            | Переможець | Вихід до національного Чемпіонату |
| 2013-14 | 2    | 3    | 14  | 9 | 2 | 3 | 22 | 6  | +16 | 29 | Переможець | Переможець |                                   |
| 2014-15 | 2    | 4    | 14  | 6 | 3 | 5 | 24 | 22 | +2  | 21 |            |            |                                   |

## Деякі статистичні дані
- Найкраще досягнення: Півфіналіст (національний чемпіонат)
- Найбільша кількість перемог у сезоні: 8 (національний чемпіонат)
- Загальна кількість перемог: 13 (національний чемпіонат)
- Загальна кількість розіграшів: 7 (регулярна частина), 8 (загалом) — національний чемпіонат
- Найбільша кількість забитих м'ячів у сезоні: 18 (національний чемпіонат)
- Загальна кількість забитих м'ячів: 40 (42 з урахуванням плей-оф) — національний чемпіонат
- Найбільша кількість набраних очок в сезоні: 19 (національний чемпіонат)
- Загальна кількість набраних очок: 46 (національний чемпіонат)

## Відомі гравці
- Едівандіу Сікейра Реїш
- Фредсон Жорже Рамуш Таварнш (Фок)
- Анілтон Форйоу Круж
- Раян Мендеш
- Меженга
- Фернанду Нанду Марія Невеш
- Нівалду Алвеш Фрейташ Сантуш (Нівалду)
- Хелдон Аугушту Алмейда Рамуш (Нхук)
- Фредсон Марселу Андраде Родрігеш, в 2010 році
- Хумберту Рошаріу
- Жоазімар Секуейра
- Вальдевіндреш Чантре (Валлі)
- Жосімар Діаш (Возінья)

### Колишні гравці
- Вальтер Газаланаш Боргеш, грав у 2007-2008 та 2012-2014 роках
- Гілсон (або Гелсон) Мануел Сілва Алвеш, або просто Жа, грав у сезоні 2004-05 років
- Рамілтон Жорже Сантуш ду Рошаріу (Рамбе), грав у сезоні 2008-09 років

#### У молодіжній команді
- Дані Мендеш Рібейру (Дані), грав у сезоні 2007-08 років
- Рікарду Жорже Піреш Гоміш, до сезону 2009 року
- Карлуш Данієль Сільвейра да Граса (Кай), грав у сезоні 1998-99 років
- Нельсон Аугушту Томар Маркуш (Нельсон), починаючи з сезону 1999-2000 років
- Періклеш Сантуш Перейра (Пекш), грав у 2011-12 роках
- Зе Луїш, грав у 2008 році